# Afrički kup nacija u hokeju na travi za žene 2009.
5. Afrički kup nacija u hokeju na travi za žene održao se 2009. godine u Gani.
Krovna međunarodna organizacija pod kojom se održava ovo natjecanje je Afrička hokejska federacija.

## Mjesto i vrijeme održavanja
Održao u ganskom gradu Accri od 10. do 18. srpnja 2009., usporedno s muškim kupom. 

## Sudionici
Sudjelovali su domaćini Gana, Egipat, JAR, Kenija i Nigerija.

## Vanjske poveznice
- (engl.) Afrička hokejska federacija